# شون برايسون
شون برايسون (بالإنجليزية: Shawn Bryson)‏ هو لاعب كرة قدم أمريكية أمريكي، ولد في 30 نوفمبر 1976 في فرانكلن في الولايات المتحدة.

## وصلات خارجية
- شون برايسون على موقع مرجع كرة القدم المحترفة.كوم (الإنجليزية)